# Amaclardea gowdeyi
Amaclardea gowdeyi är en insektsart som beskrevs av Frederick Arthur Godfrey Muir 1931. Amaclardea gowdeyi ingår i släktet Amaclardea och familjen Tropiduchidae. Inga underarter finns listade i Catalogue of Life.